# Coliseo Cubierto Julio Monsalvo
El Coliseo Julio Monsalvo Castilla es un escenario deportivo ubicado en la ciudad de Valledupar, fue inaugurado en el gobierno del exgobernador Lucas Gnecco Cerchiaro, es el único coliseo de Colombia con el techo corredizo y es el coliseo más grande de Colombia, después del Coliseo El Pueblo y el El Campín. Se encuentra ubicado en la Avenida de la Juventud, el complejo de tenis y la cancha sintética José Fernando Cuadrado. 
Recibe este nombre por el destacado jugador de fútbol Vallenato JULIO CÉSAR MONSALVO CASTILLA, quien perteneció a la gloriosa selección César de los años 70, "JULITO", como era conocido por familiares y amigos, llegó hasta la ciudad de Bogotá a iniciar sus estudios de Derecho en  la Universidad Nacional de Colombia, donde alcanzó a realizar prácticas deportivas con el Club los Millonarios de la ciudad Capital.
En una tarde de agosto de 1973, el joven "JULITO", con apenas 20 años, muere en un accidente, truncándose así los sueños de una promesa del fútbol cesarence.

## Remodelación
Actualmente con una inversión de más de 11 mil millones de COP, el Coliseo de Valledupar, vuelve a estar en la mira para ser remodelado desde su inauguración, la obra fue propuesta y aprobada por el exgobernador Luis Monsalvo Gnecco.
En el año 2001 fue concebido con el título del "El mayor escenario deportivo de la ciudad", se espera que el término de la remodelación sea a finales del año 2016, donde se remodelaron la sillería, la cancha, acceso al escenario, baños, camerinos y parqueaderos.